# Nektar (band)
Nektar was een in 1969 in Hamburg opgerichte Britse rockband.

## Bezetting
Oprichters
- Roye Albrighton (gitaar, zang)
- Allan 'Taff' Freeman (keyboards, tot 2004)
- Ron Howden (drums)
- Derek 'Mo' Moore (basgitaar, tot 1978)

Huidige bezetting
- Roye Albrighton (gitaar, sinds 2001)
- Klaus Henatsch (keyboards, sinds 2007)
- Ron Howden (drums, sinds 2002)
- Lux Vibratus (basgitaar, sinds 2013)

## Geschiedenis
Moore en Howden hadden elkaar in 1964 ontmoet in Frankrijk, waar beiden in verschillende bands optraden in Amerikaanse legercasino's. Toen ze Freeman ontmoetten in Duitsland, werd uit het duo het trio Prophecy, waarmee Freeman ook eind jaren 1960 speelde in de Hamburgse Star-Club. Freemans zoon Alain woont tegenwoordig in Hamburg en leidt daar een reisbureau. Bij de formatie van Nektar vestigde de band zich in een huis in het Ober-Beerbacher-dal aan de stadrand van Seeheim-Jugenheim. Het symfonische debuutalbum Journey to the Centre of the Eye verscheen in 1971.
In 1972 lukte een Nektar-lp de sprong in de Amerikaanse hitlijst. A Tab in the Ocean werd speciaal voor de Verenigde Staten opnieuw gemixt. Deze opname met meer tempo en duidelijker te onderscheiden instrumenten zou de smaak van de Amerikaan beter moeten raken. De band besloot tot een Amerikaanse tournee en scoorde een waarderingssucces. Meer dan 100.000 Amerikanen wilden Nektar zien. Kenmerkend voor de liveoptredens was de lichtshow, die op grote schermen achter de muzikanten meesterlijk werden uitgevoerd door lichtvirtuoos Mick Brockett.
In 1976 verliet Albrighton de band. Het album Magic is a Child werd opgenomen met de gitarist en zanger Dave Nelson, maar vond niet de aandacht, die vroegere werken van Nektar hadden gekregen. Het was de enige lp in deze bezetting. In 1980 kwamen Albrighton en Freeman nog een keer samen om met Carmine Rojas (basgitaar) en David Prater (drums) Man in the Moon te produceren. Daarna was het lange tijd stil rondom Nektar.
In 2001 werd Nektar door de vroegere oprichters Albrighton en Freeman samen met Ray Hardwick in ere hersteld en kon deze evenaren aan de oude successen. In 2002 toerde de band in de oorspronkelijke bezetting vervolgens door de Verenigde Staten. Er volgden concerten in het Verenigd Koninkrijk en Duitsland. Moore was echter niet meer opgewassen tegen de tournee-stress en trok zich terug. Hij werd vervangen door Randy Dembo, die ook meespeelde op de cd Evolution. Sinds september 2004 was Tom Hughes de toetsenist aan het hammondorgel.
In 2006 kreeg Nektar weer een nieuwe bezetting en speelde Book of Days in. Dembo werd vervangen door Desha Dunnahoe en Hughes door Steve Mattern. Steve Adams kwam erbij als tweede gitarist. De drie nieuwe leden speelden ook in de band van Steve Adams.
In september 2007 vond een grotere tournee plaats door Duitsland en de aangrenzende landen. Nieuw waren Klaus Henatsch (ex-Jane, Jutta Weinhold Band) aan de keyboards en Peter Pichl (ex-Running Wild, Yargos) aan de basgitaar. In juli 2010 speelde Nektar tijdens het Burg-Herzberg-festival en in de Balver Höhle in het Sauerland in de buurt van Hagen.

## Discografie

### Singles
- 1972: Do You Believe In Magic? / 1-2-3-4 (Bellaphon Records/Bacillus 1644/141)
- 1974: Fidgety Queen / Little Boy (Bellaphon Records/Bacillus 1722/246)
- 1975: Flight to Reality / It's All Over (Bellaphon Records/Bacillus BF 184119)

### Studioalbums
- 1971: Journey to the Centre of the Eye (Bellaphon Records/Bacillus BLPS 19064)
- 1972: A Tab in the Ocean (Bellaphon Records/Bacillus BLPS 19118)
- 1973: Sounds Like This (2LP) (Bellaphon Records/Bacillus BDA 7506)
- 1973: Remember the Future (Bellaphon Records/Bacillus BLPS 19164)
- 1974: Down to Earth (Bellaphon Records/Bacillus BLPS 19190)
- 1975: Recycled (Bellaphon Records/Bacillus BLPS 19219)
- 1977: Magic Is A Child (Bellaphon Records/Bacillus BAC 2050)
- 1980: Man in the Moon (Ariola Records)
- 2001: The Prodigal Son (Bellaphon Records 9729528)
- 2004: Evolution (Eclectic Discs/Dream Nebula DNECD 1205)
- 2008: Book of Days (Bellaphon Records 9705326)
- 2012: A Spoonful of Time (cover-album, Cleopatra)
- 2013: Time Machine (Cleopatra)
- 2018: Megalomania (Sireena)
- 2020: The Other Side (Esoteric Antenna)

### Livealbums
- 1974: Sunday Night at the London Roundhouse (Bellaphon Records/Bacillus BLPS 19182)
- 1977: Live in New York (2LP) (Bellaphon Records/Bacillus BAC 2004)
- 1978: More Live Nektar In New York (2LP) (Bellaphon Records/Bacillus BAC 2058)
- 2002: Unidentified Flying Abstract (Bellaphon Records 9724525)
- 2005: Nektar 2004 Tour Live (2 CD) (Treacle Productions/Nektar Evolution Music)
- 2005: Door to the Future (Eclectic Discs/Nebula Recordings DNECD 1212)
- 2009: Fortyfied (M2 Music/inakustik)/ Treacle Productions TMCD 209-2D

### Compilaties
- 1976: Nektar (Bellaphon Records/Bacillus BLPS 19224)
- 1987: Nektar (Bellaphon Records/Bacillus 260-09-038)
- 1994: Highlights (2CD) (Bellaphon Records/Bacillus 99309001CD)

### SACD's
- 2004: Journey To The Centre Of The Eye (Eclectic Discs/Dream Nebula Recordings DNECD 1203)
- 2004: Remember The Future (Eclectic Discs/Dream Nebula Recordings DNECD 1204)
- 2004: Live In New York (Eclectic Discs/Dream Nebula Recordings DNECD 1206/7)

### Videoalbums
- 2003: Live (PAL), Classic Rock Productions CRP 1008, United Kingdom (NTSC), Classic Rock Productions CRP 10090
- 2005: Pure (2DVD, SPV, Germany)